# Edgar C. Erickson

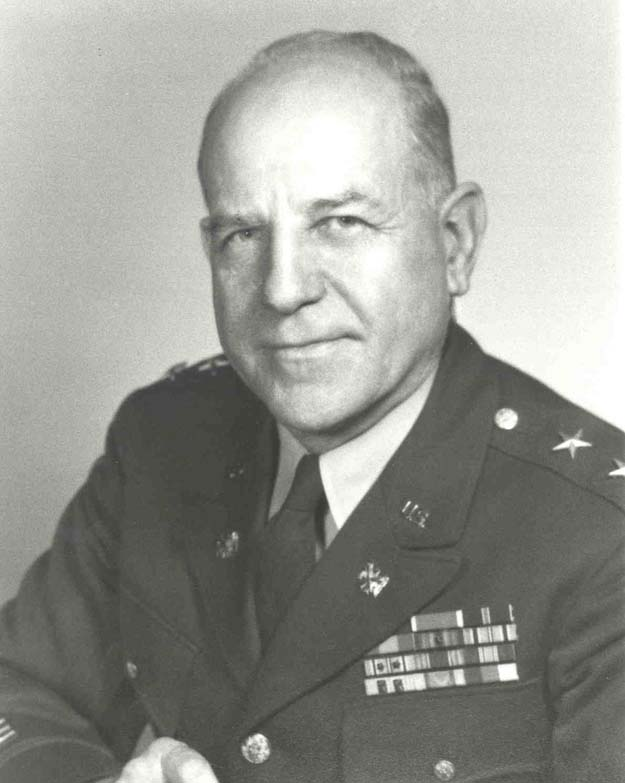
Edgar C. Erickson

 Edgar Carl Erickson (* 18. Juli 1896 in Worcester, Massachusetts; † 31. März 1989 in Rutland, Massachusetts) war ein Generalmajor der United States Army. Er war unter anderem Kommandeur des National Guard Bureau (NGB).

## Leben
Edgar Erickson besuchte die öffentlichen Schulen seiner Heimat. Im Jahr 1914 trat er der Massachusetts National Guard bei. Dort gehörte er einer Infanterieeinheit an, mit der er während der Mexikanischen Expedition an der mexikanischen Grenze stationiert war. Im Jahr 1917 wurde er als Leutnant in das Offizierskorps aufgenommen und dem 104. Infanterieregiment zugeteilt. Dieses war Teil der Amerikanischen Expeditionsstreitkräfte im Ersten Weltkrieg und mit diesen in Frankreich eingesetzt.
Nach seiner Heimkehr blieb Erickson Mitglied der Nationalgarde seines Heimatstaates, wobei er dem 181. Infanterieregiment angehörte. Er war auch in der Verwaltung, zunächst bei einer Baufirma und später bei einer Firma im Kohlenbergbau tätig. Im Jahr 1932 absolvierte er das Command and General Staff College der United States Army in Fort Leavenworth in Kansas.
Damals engagierte er sich als Mitglied der Republikanischen Partei in der Politik. Zwischen 1933 und 1936 gehörte er dem Senat von Massachusetts an. Dann leitete er die Ausbildungsschule (Training School) im Worcester County. Nachdem er in der Nationalgarde seines Heimatstaates zum Brigadegeneral aufgestiegen war, wurde er im Jahr 1939 mit dem Oberbefehl (Adjutant General) über diese Nationalgarde betraut. Zudem leitete er die Einberufungsbehörde seines Staates (state's federal Director of Selective Service). Diese Ämter bekleidete er bis zum Jahr 1942.
Im Jahr 1942 wurde er als Oberst der regulären Armee im Zweiten Weltkrieg eingesetzt. Dabei diente er als Verbindungsoffizier zu Chiang Kai-sheks chinesischer Armee. Nach Kriegsende wurde er zum NGB versetzt. Dort leitete er in den folgenden Jahren verschiedene Stabsabteilungen. Dabei erhielt er zunächst seinen Rang als Brigadegeneral zurück. Im Jahr 1953 erfolgte seine Beförderung zum Generalmajor. Am 22. Juni 1953 erhielt Edgar Erickson das Kommando über das NGB, das er bis zum 31. Mai 1959 innehatte. Anschließend schied er aus dem Militärdienst aus.
Während seiner Zeit als Offizier wurde er unter anderem mit der Army Distinguished Service Medal, dem Orden Legion of Merit und der Bronze Star Medal ausgezeichnet.
Der mit Nancy I. Sundstrom (1898–1982) verheiratete Offizier verbrachte seinen Lebensabend in seinem Geburtsort Worcester und in Sun City in Arizona. Er starb am 31. März 1989 in Rutland und wurde auf dem Friedhof des Worcester County Memorial Park in Paxton beigesetzt.